# Denis Lejeune
Pour les articles homonymes, voir Lejeune.
Denis Lejeune est un écrivain français, né en 1976.[réf. nécessaire]

## Biographie
Fortement marqué par une partie de son enfance passée sur l’Atlantique[réf. nécessaire], Lejeune a fait du nomadisme une évidence.[réf. nécessaire] Il a étudié en France, Écosse, Slovaquie pour finir en Angleterre, où il a obtenu une thèse de littérature comparée. Sa poésie, ses essais et sa photographie sont empreints de ce besoin de différences et de l’obligation de curiosité.[Interprétation personnelle ?]
Bilingue, il écrit en français et en anglais.

## Le hasard
Le thème du hasard occupe une place importante dans sa production[réf. nécessaire] : deux de ses livres lui sont directement consacrés, en particulier l'essai de vulgarisation Qu’est-ce que le hasard ?, dans lequel Lejeune encourage à l’utiliser « comme « moteur du changement et source d'espoir », sachant tout ce que lui doivent la science et la création artistique. « Le hasard est le plus grand romancier du monde », affirmait Balzac. Il est « la chair, l'essence même de l'existence », ajoute notre docteur en littérature comparée. »
Pour Lejeune, la guerre menée par les sociétés occidentales contemporaines contre le hasard relève d'un contresens potentiellement dangereux, comme il l'explique dans une émission de Radio France internationale.
Ouvrage plus technique, The Radical Use of Chance in 20th Century Art s'intéresse à trois grandes figures artistiques du hasard du siècle passé : André Breton, Francois Morellet et John Cage. Lejeune y interroge les pendants esthétiques et philosophiques d'une pratique faisant du hasard, désigné comme « a-concept » par Clément Rosset, l'alpha et l'oméga de la recherche artistique. L'essai a été bien reçu par la critique spécialisée anglo-saxonne, dans les revues French Studies, ou Modern and Contemporary France.

## La Chine
Denis Lejeune a passé trois ans en Chine. Sur place, il a découvert une société en plein essor et pourtant en souffrance.[réf. nécessaire] Grand habitué du voyage et avide de l'autre[réf. nécessaire], l'auteur reconnait dans Le pire du milieu avoir heurté une muraille, et laisse un document acerbe[Interprétation personnelle ?] sur la réalité d'un pays étonnamment méconnu en occident[Interprétation personnelle ?].

## Publications
- Le pire du milieu, CreateSpace, juillet 2013
- P.R.C - Pretty Real China, Smashwords, mai 2013
- The Radical Use of Chance in 20th Century Art, Rodopi, décembre 2011
- Qu'est-ce que le hasard?, Max Milo Éditions, novembre 2007
- Cher poète, ton choix - compte-rendu de fourvoiements, Clapas, mars 2000